# Pruillé
Pruillé és un municipi francès situat al departament de Maine i Loira i a la regió de País del Loira. L'any 2007 tenia 612 habitants.

## Demografia

### Població
El 2007 la població de fet de Pruillé era de 612 persones. Hi havia 229 famílies de les quals 48 eren unipersonals (16 homes vivint sols i 32 dones vivint soles), 71 parelles sense fills, 98 parelles amb fills i 12 famílies monoparentals amb fills.
La població ha evolucionat segons el següent gràfic:
Habitants censats

### Habitatges
El 2007 hi havia 245 habitatges, 228 eren l'habitatge principal de la família, 11 eren segones residències i 5 estaven desocupats. 236 eren cases i 9 eren apartaments. Dels 228 habitatges principals, 170 estaven ocupats pels seus propietaris, 54 estaven llogats i ocupats pels llogaters i 4 estaven cedits a títol gratuït; 1 tenia una cambra, 15 en tenien dues, 32 en tenien tres, 46 en tenien quatre i 134 en tenien cinc o més. 167 habitatges disposaven pel capbaix d'una plaça de pàrquing. A 69 habitatges hi havia un automòbil i a 150 n'hi havia dos o més.

### Piràmide de població
La piràmide de població per edats i sexe el 2009 era:
| Homes | Edats   | Dones |
| ----- | ------- | ----- |
| 0     | 95 o +  | 0     |
| 0     | 90 a 94 | 0     |
| 0     | 85 a 89 | 0     |
| 0     | 80 a 84 | 0     |
| 8     | 75 a 79 | 12    |
| 20    | 70 a 74 | 12    |
| 4     | 65 a 69 | 12    |
| 4     | 60 a 64 | 8     |
| 4     | 55 a 59 | 4     |
| 16    | 50 a 54 | 8     |
| 16    | 45 a 49 | 12    |
| 20    | 40 a 44 | 16    |
| 16    | 35 a 39 | 24    |
| 48    | 30 a 34 | 32    |
| 28    | 25 a 29 | 24    |
| 16    | 20 a 24 | 16    |
| 12    | 15 a 19 | 16    |
| 16    | 10 a 14 | 24    |
| 32    | 5 a 9   | 36    |
| 28    | 0 a 4   | 12    |

## Economia
El 2007 la població en edat de treballar era de 417 persones, 338 eren actives i 79 eren inactives. De les 338 persones actives 321 estaven ocupades (171 homes i 150 dones) i 17 estaven aturades (9 homes i 8 dones). De les 79 persones inactives 32 estaven jubilades, 32 estaven estudiant i 15 estaven classificades com a «altres inactius».

### Ingressos
El 2009 a Pruillé hi havia 234 unitats fiscals que integraven 643 persones, la mediana anual d'ingressos fiscals per persona era de 19.881 €.

### Activitats econòmiques
Dels 15 establiments que hi havia el 2007, 1 era d'una empresa de fabricació d'altres productes industrials, 5 d'empreses de construcció, 2 d'empreses de comerç i reparació d'automòbils, 1 d'una empresa d'hostatgeria i restauració, 1 d'una empresa d'informació i comunicació, 1 d'una empresa financera, 1 d'una empresa immobiliària, 2 d'empreses de serveis i 1 d'una entitat de l'administració pública.
Dels 6 establiments de servei als particulars que hi havia el 2009, 1 era un taller de reparació d'automòbils i de material agrícola, 1 fusteria, 1 lampisteria, 1 electricista, 1 empresa de construcció i 1 restaurant.
L'any 2000 a Pruillé hi havia 21 explotacions agrícoles que ocupaven un total de 522 hectàrees.

## Poblacions més properes
El següent diagrama mostra les poblacions més properes.